# 桑嶋忠質
桑嶋 忠質（くわしま たたのぶ）は、江戸時代の旗本。

## 略歴
江戸城馬医の御家人桑嶋裕の嫡男として生まれる。
寛政3年（1791年）3月21日に徳川家斉に17歳で初めて拝謁する。その2年後の寛政5年（1793年）11月16日に江戸城に上がり、馬医見習いとなる。この時19歳。
文化9年（1812年）に家督を譲られる。
その後の経歴については不詳。